# 中村良記
中村 良記（なかむら りょうき）は、日本の工芸家。昭和初期に、伊勢根付の意匠や新しい作風を取り入れ、伊勢一刀彫を確立した。伊勢一刀彫は三重県伝統工芸品で、宮大工が伊勢神宮の遷宮時の残木を彫ったことに始まる。伊勢神宮参拝のお土産として発展し、干支や恵比寿、神鶏などの種類がある。現在は、楠や檜がよく用いられる。

## 経歴
- 1953年 - 伊勢神宮干支彫刻拝命する。
- 1979年 - 昭和天皇・香淳皇后に御買上の栄誉を得る。
- 1981年 - 伝統工芸品産業振興協会から表彰される。
- 1983年 - 地場産業発展の功績により伊勢市長より表彰を受ける。
- 1984年 - 私財を投じて伊勢一刀彫会館を建設する。